# 청춘시계
〈청춘시계〉(青春時計 청춘시계[*])는 NGT48의 1번째 싱글이다.

## 배경과 릴리즈
- NGT48의 기념비적인 1번째 싱글이다.
- 나카이 리카가 센터를 맡은 싱글이다.
- CD와 함께 제공되는 DVD의 특전 영상에는 멤버 26명이 각각 다른 크리에이터와 콜라보한 영상 작품이 수록되어있다.

## 수록곡

### Type-A
자켓 사진: 사토 안쥬, 나카이 리카, 혼마 히나타, 스가하라 리코
CD
1. 青春時計 / 청춘시계
2. 空き缶パンク / 빈 깡통 펑크
3. 出陣 / 출진
4. 青春時計 off vocal ver.
5. 空き缶パンク off vocal ver.
6. 出陣 off vocal ver.

DVD
1. 青春時計 Music Video
2. 出陣 Music Video
3. collaboration

### Type-B
자켓 사진: 오구마 츠구미, 카토 미나미, 타노 아야카, 야마구치 마호
CD
1. 青春時計 / 청춘시계
2. 空き缶パンク / 빈 깡통 펑크
3. 純情よろしく / 순정 잘 부탁해
4. 青春時計 off vocal ver.
5. 空き缶パンク off vocal ver.
6. 純情よろしく off vocal ver.

DVD
1. 青春時計 Music Video
2. 純情よろしく Music Video
3. collaboration

### Type-C
자켓 사진: 니시가타 마리나, 타카쿠라 모에카, 하세가와 레나, 키타하라 리에
CD
1. 青春時計 / 청춘시계
2. 空き缶パンク / 빈 깡통 펑크
3. 暗闇求む / 어둠을 구하다
4. 青春時計 off vocal ver.
5. 空き缶パンク off vocal ver.
6. 暗闇求む off vocal ver.

DVD
1. 青春時計 Music Video
2. 暗闇求む Music Video
3. collaboration

### NGT48 CD반
자켓 사진: 카시와기 유키, 오기노 유카, 야마다 노에, 무라쿠모 후우카
CD
1. 青春時計 / 청춘시계
2. 空き缶パンク / 빈 깡통 펑크
3. 下の名で呼べたのは・・・ / 아래의 이름으로 부르는 것은...
4. 青春時計 off vocal ver.
5. 空き缶パンク off vocal ver.
6. 下の名で呼べたのは・・・ off vocal ver.

### Special Edition
디지털 다운로드
1. 青春時計 / 청춘시계
2. 空き缶パンク / 빈 깡통 펑크
3. 出陣 / 출진
4. 純情よろしく / 순정 잘 부탁해
5. 暗闇求む / 어둠을 구하다
6. 下の名で呼べたのは・・・ / 아래의 이름으로 부르는 것은...

## 청춘시계（두부메탈 Remix by tofubeats）
- 청춘시계 (두부메탈 Remix by tofubeats)는 NGT48의 아날로그반 (LP 레코드)이며, 2017년 9월 27일에 소니 뮤직 레이블즈 ( 아리오라 재팬 )에서 발매되었다.

### Side-A
1. 青春時計（豆腐メンタル Remix by tofubeats） / 청춘시계 (두부메탈 Remix by tofubeats)
2. 青春時計（フランスパン Remix by happy machine） / 청춘시계 (프랑스빵 Remix by happy machine)
3. 青春時計 (オリジナル Mix ) / 청춘시계 (오리지널 Mix)
4. 青春時計 (アカペラ Mix ) / 청춘시계 (아카펠라 Mix)
5. 青春時計 (Instrumental) / 청춘시계 (Instrumental)

### Side-B
1. 空き缶パンク / 빈 깡통 펑크
2. 出陣 / 출진
3. 純情よろしく / 순정 잘 부탁해
4. 暗闇求む / 어둠을 구하다
5. 下の名で呼べたのは・・・ / 아래의 이름으로 부르는 것은...

## 선발 멤버

### 청춘시계
(센터 : 나카이 리카)
- NGT48:오기노 유카, 오구마 츠구미, 카토 미나미, 사토 안쥬, 타카쿠라 모에카, 나카이 리카, 니시가타 마리나, 혼마 히나타, 무라쿠모 후우카, 야마다 노에
- 졸업생:카시와기 유키, 키타하라 리에, 스가하라 리코, 하세가와 레나, 야마구치 마호, 타노 아야카

### 빈 깡통 펑크
(센터 : 카시와기 유키)
- NGT48:카토 미나미, 타카쿠라 모에카, 나카이 리카
- 졸업생:카시와기 유키, 키타하라 리에

### 출진
(센터 : 오기노 유카)
- NGT48:오기노 유카, 사토 안쥬, 타카쿠라 모에카, 니시가타 마리나, 니시무라 나나코, 나라 미하루
- 졸업생:야마구치 마호, 무라쿠모 후우카, 타노 아야카

### 순정 잘 부탁해
(센터 : 혼마 히나타)
- NGT48: 오구마 츠구미, 혼마 히나타, 야마다 노에, 쿠사카베 아이나, 세이지 레이나
- 졸업생:스가하라 리코, 하세가와 레나

### 어둠을 구하다
(센터 : 카토 미나미, 타카쿠라 모에카)
- NGT48: 오기노 유카, 오구마 츠구미, 카토 미나미, 사토 안쥬, 타카쿠라 모에카, 나카이 리카, 니시가타 마리나, 혼마 히나타, 야마다 노에, 오오타키 유리아, 카도 유리아, 쿠사카베 아이나, 세이지 레이나, 타카하시 마우, 나카무라 아유카, 나라 미하루, 니시무라 나나코, 미즈사와 아야카, 미야지마 아야
- 졸업생:카시와기 유키, 키타하라 리에, 스가하라 리코, 야마구치 마호, 하세가와 레나, 무라쿠모 후우카, 타노 아야카

### 아래의 이름으로 부르는 것은...
(센터 : 나라 미하루)
- 연구생: 오오타키 유리아, 카도 유리아, 쿠사카베 아이나, 세이지 레이나, 다카하시 마우, 나카무라 아유카, 니시무라 나나코, 미즈사와 아야카, 미야지마 아야, 나라 미하루